# Churgův–Straussové syndrom
Churgův–Straussové syndrom, syn. alergická granulomatózní angiitida (známý též jako alergická granulomatóza) je systémová eosinofilní autoimunitní vaskulitida, vedoucí k nekróze. Ta se týká především krevních cév v plicích (začíná jako závažný druh astmatu), trávicí soustavy a periferních nervů, postihuje ale též srdce, kůži a ledviny. Jedná se o vzácné nedědičné a nepřenosné onemocnění. V minulosti byl kvůli podobné morfologii považován za druh polyarteritis nodosa (PAN).
Syndrom byl poprvé popsán doktory Jákobem Churgem a Lotte Straussovou v nemocnici Mount Sinai Hospital v New Yorku v roce 1951.
Neléčený syndrom končí smrtí. Léčba zahrnuje vysoké dávky kortikosteroidů nebo kombinovanou imunosupresivní léčbu.